# 비포 선라이즈 (라디오 프로그램)
비포 선라이즈는 MBC FM4U에서 매일 새벽 4시부터 4시 55분까지 방송되었던 라디오 프로그램이다. 2013년 MBC 라디오 가을 개편에서 김소영 아나운서 진행으로 신설되었다가 같은 해 가을 개편때 폐지되었으나, 2014년 가을 개편에 부활되었다. 2014년 부활된 방송에서는 두 시간의 방송 시간을 각각 한 시간씩 나누어 두 명의 디제이가 진행하게 되었는데, 이는 2005년부터 2008년 봄 개편 이전 사이 MBC FM4U에서 방송중이었던 뮤직스트리트에서 1, 2, 3부로 나누어 진행한 것과 어느정도 유사한 방식이다. 이 프로그램 또한 뮤직스트리트와 동일하게 각자 시간별로 별도의 홈페이지를 가지고 있다. 2015년 봄 개편으로 비포 선라이즈 1부가 'SONG4U'라는 독립된 프로그램으로 편성된다. 2015년 가을 개편으로 인해서 방송 시간이 1시간 앞당겨 졌다. 그리고 2018년 가을 개편으로 2시간으로 확대되었으나, 2019년 가을 개편으로 1시간 축소되었다. 2020년 5월 10일 자로 7년 만에 폐지되었다.

## 편성 상 특징
MBC FM4U의 정규방송 편성 기준은 매일 새벽 4시 55분부터 5시까지 방송하는 여기는 MBC FM4U를 기점으로 나뉘나, 이 프로그램의 편성 시간은 매일 새벽 4시부터 6시까지로 규정되어 있어, 일일 정규방송의 기점을 걸쳐서 방송했었다. 그러나 이후 봄 개편으로 인해서 다시 환원되었다.

## 코너
- 이런 생각
- 1분 상식
- 일요 스페셜 - 일요 주크박스

## 역대 DJ
- 김소영 (2013년 3월 25일 ~ 2013년 8월 30일)
- 차예린 (2014년 11월 18일 ~ 2015년 4월 27일, 송포유로 이동)
- 이성배 (2014년 11월 17일 ~ 2015년 11월 15일)
- 허일후 (2015년 11월 16일 ~ 2018년 2월 4일)
- 박창현 (2018년 2월 5일 ~ 10월 8일)
- 김수지 (2018년 10월 9일 ~ 2020년 5월 10일)